# Titi Holban
Titi Holban (n. în comuna Vâlcele, jud. Buzău, pe 10 noiembrie 1964

) este un fost deputat român, ales în legislatura 2008 -2012 și în legislatura 2012 - 2016 din partea Partidului Național Liberal. În legislatura 2008 - 2012, Titi Holbam a fost membru în grupurile parlamentare de prietenie cu Republica Columbia, Republica Croația, Regatul Belgiei și Ucraina. În legislatura 2012 - 2016, Titi Holbam a fost membru în grupurile parlamentare de prietenie cu Statul Qatar și  Republica Singapore. 
În timpului mandatului a trecut la grupul parlamentar al Partidului Social Democrat.

## Condamnare penală
Pe 16 noiembrie 2016 Titi Holban a fost condamnat definitiv de Înalta Curte de Casție și Justiție la trei ani închisoare cu suspendare pentru săvârșirea infracțiunii de trafic de influență.